# 聖巴托羅買教堂 (都柏林)
聖巴托羅買教堂（Saint Bartholomew's Church）是一座愛爾蘭教會（聖公會）的教區教堂，位於愛爾蘭都柏林克萊德路。聖巴托羅買教堂奉獻於1867年，教堂建築的設計者是Thomas Henry Wyatt，建築擁有眾多原創特色。阿蘭·圖靈的父母在此結婚。聖巴托羅買教堂的合唱團也享有盛譽。

## 外部連結
- Official website（页面存档备份，存于）